# NUBPL
NUBPL (англ. Nucleotide binding protein like) – білок, який кодується однойменним геном, розташованим у людей на короткому плечі 14-ї хромосоми. Довжина поліпептидного ланцюга білка становить 319 амінокислот, а молекулярна маса — 34 083.
| 10         |  | 20         |  | 30         |  | 40         |  | 50         |
| ---------- |  | ---------- |  | ---------- |  | ---------- |  | ---------- |
| MGIWQRLLLF |  | GGVSLRAGGG |  | ATAPLGGSRA |  | MVCGRQLSGA |  | GSETLKQRRT |
| QIMSRGLPKQ |  | KPIEGVKQVI |  | VVASGKGGVG |  | KSTTAVNLAL |  | ALAANDSSKA |
| IGLLDVDVYG |  | PSVPKMMNLK |  | GNPELSQSNL |  | MRPLLNYGIA |  | CMSMGFLVEE |
| SEPVVWRGLM |  | VMSAIEKLLR |  | QVDWGQLDYL |  | VVDMPPGTGD |  | VQLSVSQNIP |
| ITGAVIVSTP |  | QDIALMDAHK |  | GAEMFRRVHV |  | PVLGLVQNMS |  | VFQCPKCKHK |
| THIFGADGAR |  | KLAQTLGLEV |  | LGDIPLHLNI |  | REASDTGQPI |  | VFSQPESDEA |
| KAYLRIAVEV |  | VRRLPSPSE  |  |            |  |            |  |            |

A: Аланін

C: Цистеїн

D: Аспарагінова кислота

E: Глутамінова кислота

F: Фенілаланін

G: Гліцин

H: Гістидин

I: Ізолейцин

K: Лізин

L: Лейцин

M: Метіонін

N: Аспарагін

P: Пролін

Q: Глутамін

R: Аргінін

S: Серин

T: Треонін

V: Валін

W: Триптофан

Задіяний у такому біологічному процесі, як альтернативний сплайсинг. 
Білок має сайт для зв'язування з АТФ, нуклеотидами, іонами металів, іоном заліза, залізо-сірчаною групою. 
Локалізований у мітохондрії.